# Per Thorén
Per Ludvig Julius Thorén (* 26. Januar 1885 in Stockholm; † 5. Januar 1962 ebenda) war ein schwedischer Eiskunstläufer, der im Einzellauf und im Paarlauf startete. Er ist der Europameister von 1911.

## Karriere
Der wohl größte sportliche Erfolg des zweifachen schwedischen Meisters Thorén war die Bronzemedaille bei den Olympischen Spielen 1908 in London, hinter seinen beiden Landsmännern Ulrich Salchow und Richard Johansson. Ein Jahr später wurde er Vizeweltmeister hinter Salchow. Bereits 1905 hatte er WM-Bronze errungen. Bei Europameisterschaften wurde er nach dem Gewinn von Bronze 1906, 1909 und 1910 im Jahr 1911 in Sankt Petersburg schließlich Europameister.
Bei der Weltmeisterschaft 1913 trat Thorén im heimischen Stockholm noch einmal an, allerdings im Paarlauf an der Seite von Elly Svensson. Als amtierende schwedische Meister belegten sie den fünften Platz. Bereits ein Jahr zuvor hatte Thorén an der Seite von Elna Montgomery die schwedische Paarkonkurrenz gewonnen.
Thorén war Miterfinder des nach ihm benannten Sprunges Thorén. Dieser Sprung ermöglichte in Sprungkombinationen vom linken Fuß gesprungene Sprünge (Salchow, Flip etc.) auch am Ende zu springen, es ist nämlich der einzige auf links gelandete Sprung im Eis- und Rollkunstlauf. Er wird hier auch Euler genannt. Im Englischen heißt der Thorén "Half-Loop" weil seine abgehackte Sprungweise auf einen auf vorwärts links gelandeten Rittberger hinweist. Der Sprung jedoch selbst muss eine Umdrehung erfüllen.
Der Sprung selbst setzte sich nie als selbstständiger Einzelsprung durch, er dient heute lediglich in einfacher Ausführung noch als Verbindungssprung (Beispiel: Lutz, Landung auf dem linken Fuß, von demselben erfolgt der Absprung), Euler (Umspringen bei voller Umdrehung auf links), Salchow (Absprung von links, Landung wieder auf rechts).

## Ergebnisse
| Wettbewerb/Jahr             | 1905 | 1906 | 1907 | 1908 | 1909 | 1910 | 1911 | 1912 | 1913 |
| --------------------------- | ---- | ---- | ---- | ---- | ---- | ---- | ---- | ---- | ---- |
| Olympische Winterspiele     |      |      |      | 3.   |      |      |      |      |      |
| Weltmeisterschaften         | 3.   | 5.   | 4.   |      | 2.   | 4.   |      |      | 5.*  |
| Europameisterschaften       |      | 3.   | 4.   |      | 3.   | 3.   | 1.   |      |      |
| Schwedische Meisterschaften | 1.   |      | 1.   |      |      |      |      | 1.** | 1.*  |

* im Paarlauf mit Elly Svensson/** im Paarlauf mit Elna Montgomery